# Moss Burmester
Moss James Burmester (Hastings (Hawke's Bay), 19 juni 1981) is een Nieuw-Zeelandse zwemmer. Hij vertegenwoordigde zijn vaderland op de Olympische Zomerspelen 2004 in Athene en de Olympische Zomerspelen 2008 in Peking.

## Zwemcarrière
Bij zijn internationale debuut, op de Gemenebestspelen 2002 in Manchester, eindigde Burmester als vierde op de 200 meter vlinderslag en werd hij uitgeschakeld in de halve finales van de 50 en de 100 meter vlinderslag en in de series van de 100 meter vrije slag. Op de Pan Pacific kampioenschappen zwemmen 2002 in Yokohama strandde de Nieuw-Zeelander in de halve finales van de 100 en de 200 meter vlinderslag en in de series van de 400 meter vrije slag.
Tijdens de Olympische Zomerspelen van 2004 in Athene werd Burmester uitgeschakeld in de halve finales van de 200 meter vlinderslag en in de series van de 400 en de 1500 meter vrije slag.

### 2005-2008
Op de wereldkampioenschappen zwemmen 2005 in Montreal strandde Burmester in de halve finales van de 100 en de 200 meter vlinderslag en in de series van de 400 meter vrije slag en de 50 meter vlinderslag. Op de 4x100 meter wisselslag werd hij samen met Scott Talbot, Glenn Snyders en Cameron Gibson gediskwalificeerd in de finale.
Tijdens de Gemenebestspelen 2006 in Melbourne veroverde de Nieuw-Zeelander de gouden medaille op de 200 meter vlinderslag en de bronzen medaille op de 100 meter vlinderslag, op de 50 meter vlinderslag werd hij uitgeschakeld in de halve finales. Samen met Scott Talbot, Glenn Snyders en Cameron Gibson eindigde hij als vijfde op de 4x100 meter wisselslag. In Shanghai nam Burmester deel aan de wereldkampioenschappen kortebaanzwemmen 2006, op dit toernooi sleepte hij de zilveren medaille in de wacht op de 200 meter vlinderslag. Op de 100 meter vlinderslag strandde hij in de halve finales en op de 50 meter vlinderslag in de series. Samen met Scott Talbot, Dean Kent en Cameron Gibson eindigde hij als zevende op de 4x100 meter wisselslag, op de 4x200 meter vrije slag eindigde hij samen met Robert Voss, Cameron Gibson en Andrew McMillan op de achtste plaats. Samen met Gibson, Voss en McMillan werd hij uitgeschakeld in de series van de 4x100 meter vrije slag. Op de Pan Pacific kampioenschappen zwemmen 2006 in Victoria eindigde de Nieuw-Zeelander als elfde op de 100 meter vlinderslag en als twaalfde op de 200 meter vlinderslag, op de 50 en de 100 meter vrije slag strandde hij in de series. Op de 4x100 meter wisselslag eindigde hij samen met John Zulch, Glenn Snyders en Corney Swanepoel als zesde.
Tijdens de wereldkampioenschappen zwemmen 2007 in Melbourne eindigde Burmester als vierde op de 200 meter vlinderslag, op de 50 en de 100 meter vlinderslag werd hij uitgeschakeld in de series. Samen met Andrew McMillan, Robert Voss en Michael Jack strandde hij in de series van de 4x200 meter vrije slag.
In Manchester nam de Nieuw-Zeelander deel aan de wereldkampioenschappen kortebaanzwemmen 2008, op dit toernooi veroverde hij de wereldtitel op de 200 meter vlinderslag. Op de 100 meter vlinderslag eindigde hij als vijfde en op de 50 meter vlinderslag werd hij uitgeschakeld in de halve finales. Tijdens de Olympische Zomerspelen van 2008 in Peking eindigde Burmester als vierde op de 200 meter vlinderslag en strandde hij in de series van de 100 meter vlinderslag.

### 2009-heden
Op de wereldkampioenschappen zwemmen 2009 in Rome werd de Nieuw-Zeelander uitgeschakeld in de halve finales van de 200 meter vlinderslag en in de series van de 100 meter vlinderslag.
In Irvine nam Burmester deel aan de Pan Pacific kampioenschappen zwemmen 2010, op dit toernooi eindigde hij als veertiende op de 100 meter vlinderslag en als vijftiende op de 200 meter vlinderslag. Op de 4x100 meter wisselslag eindigde hij samen met Gareth Kean, Glenn Snyders en Carl O'Donnell op de zesde plaats. Tijdens de Gemenebestspelen 2010 in Delhi strandde de Nieuw-Zeelander in de halve finales van de 50 en de 100 meter vlinderslag en in de series van de 200 meter vlinderslag.

## Internationale toernooien
| Jaar | Olympische Spelen                                             | WK langebaan                                                                                          | WK kortebaan | Pan Pacifics                                                                                          | Gemenebestspelen                                                                 |
| ---- | ------------------------------------------------------------- | --- | --- | --- | -------------------------------------------------------------------------------- |
| 2002 |                                                               | | geen deelname | 16e 400m vrije slag 12e 100m vlinderslag 12e 200m vlinderslag                                         | 18e 100m vrije slag 16e 50m vlinderslag 9e 100m vlinderslag 4e 200m vlinderslag  |
| 2003 |                                                               | geen deelname                                                                                         | | |                                                                                  |
| 2004 | 28e 400m vrije slag 28e 1500m vrije slag 12e 200m vlinderslag | | geen deelname | |                                                                                  |
| 2005 |                                                               | 33e 400m vrije slag 40e 50m vlinderslag 9e 100m vlinderslag 13e 200m vlinderslag DQ 4x100m wisselslag | | |                                                                                  |
| 2006 |                                                               | | 27e 50m vlinderslag · 12e 100m vlinderslag · 200m vlinderslag · 12e 4x100m vrije slag · 8e 4x200m vrije slag · 7e 4x100m wisselslag | 42e 50m vrije slag 51e 100m vrije slag 11e 100m vlinderslag 12e 200m vlinderslag 6e 4x100m wisselslag | 12e 50m vlinderslag · 100m vlinderslag · 200m vlinderslag · 5e 4x100m wisselslag |
| 2007 |                                                               | 33e 50m vlinderslag 19e 100m vlinderslag 4e 200m vlinderslag 16e 4x200m vrije slag                    | | |                                                                                  |
| 2008 | 32e 100m vlinderslag 4e 200m vlinderslag                      | | 16e 50m vlinderslag · 5e 100m vlinderslag · 200m vlinderslag                                                                        | |                                                                                  |
| 2009 |                                                               | 28e 100m vlinderslag 11e 200m vlinderslag                                                             | | |                                                                                  |
| 2010 |                                                               | | geen deelname | 14e 100m vlinderslag 15e 200m vlinderslag 6e 4x100m wisselslag                                        | 11e 50m vlinderslag 10e 100m vlinderslag 10e 200m vlinderslag                    |

## Persoonlijke records
Bijgewerkt tot en met 29 september 2009

### Kortebaan
| Afstand          | Tijd    | Datum             | Plaats       |
| ---------------- | ------- | ----------------- | ------------ |
| 400m vrije slag  | 3.48,19 | 29 september 2009 | Christchurch |
| 100m vlinderslag | 50,94   | 10 april 2008     | Manchester   |
| 200m vlinderslag | 1.51,05 | 13 april 2008     | Manchester   |

### Langebaan
| Afstand          | Tijd    | Datum        | Plaats       |
| ---------------- | ------- | ------------ | ------------ |
| 400m vrije slag  | 3.48,75 | 2 april 2009 | Christchurch |
| 100m vlinderslag | 51,99   | 1 april 2009 | Christchurch |
| 200m vlinderslag | 1.54,15 | 4 april 2009 | Christchurch |